# Maison Al-Fayez
La maison des Fayez (arabe :الفايز ou, familièrement : Al-Fayez, Alfayez, Al Fayez, Al Faiz, Al Fayiz) est une noble famille jordanienne cheikh qui dirige le grand clan jordanien Bani Sakher . L'influence et l'importance de la famille dans la région étaient à leur maximum sous Fendi Al-Fayez, qui dirigea la famille dans les années 1840 et devint progressivement le chef de l'ensemble des Bani Sakher. Fendi régnerait sur de grandes parties de la Jordanie et de la Palestine, y compris les anciens royaumes de Moab et d'Ammon, et sur certaines parties de l'Arabie saoudite d'aujourd'hui jusqu'à la fin des années 1860, lorsqu'une série de batailles avec l'Empire ottoman réduisit les ressources de la famille et réclama une partie de ses revenus. avoirs. Après Fendi, son jeune fils Sattam a dirigé la tribu dans un effort pour cultiver les terres et vivre un mode de vie plus sédentaire, puis sous Mithqal Alfayez en tant que pouvoir politique permanent dans la Jordanie moderne. La famille était le plus grand propriétaire de terres en Jordanie et possédait des parties de la Palestine moderne, et Mithqal était le plus grand propriétaire de terres privées du royaume en 1922. La famille Al-Fayez est active dans la politique jordanienne et arabe et est actuellement dirigée par l'ancien Premier ministre Faisal Al-Fayez.

## Histoire
La famille Al-Fayez est issue de la tribu Bani Sakher, issue de la tribu arabe Banu Tayy, elle-même originaire des Qahtanites au Yémen, et les Bani Sakher ont été mentionnés pour la première fois dans le texte au XVe siècle apr. J.-C. The origin of the name is from the progenitor of the house, Fayez bin Fadel Al-Tayy, who was born near the beginning of the 17th century. Fayez est un nom qui signifie "victorieux" en arabe. La tribu Bani Sakher a été séparée des Banu Tayy pendant cette période, et les Fayez se sont encore distingués après plusieurs dirigeants réussis de la famille et plus loin de la lignée de Fayez al-Tayy.
La famille a été brièvement séparée en 1879 lorsque l'émir Fendi est mort de maladie en revenant de Naplouse. Pendant ce temps, la moitié de ses huit fils restants se sont alliés à la tribu Adwan qui étaient les adversaires de Bani Sakher, et l'autre moitié sous Sheikh Satm s'est alliée à la tribu Anazah. En mai 1881, Sheikh Satm a été tué dans une escarmouche avec les Adwan, conduisant à la réunification de la tribu par Sattam bin Fendi en septembre 1881, pour retrouver une partie de l'influence que son père avait sur la région. Cependant, ces deux années se révéleront être une grande perte pour la famille Fayez car ils ne se sont jamais remis au sommet qu'ils ont connu sous Fendi.

### XVIIIesiècle
En 1742, le cheikh Qa'dan Al-Fayez, l'ancêtre de la branche Qa'dan de la famille Al-Fayez et le petit-fils de Fayez Al-Tay, a été invité à soutenir l'État ottoman lors du siège de Tibériade. Bien que le siège ait été un échec, les Beni Sakher ont tout de même été remerciés par une invitation d'As'ad Pacha al-Azm à escorter les caravanes du Hajj. En 1757, l'État ottoman n'a pas payé les Beni Sakher pour leurs services, ceci couplé à la sécheresse de 1756 a conduit au tristement célèbre raid de 1757 dirigé par Qa'dan. Les victimes du raid se comptent par dizaines de milliers, dont Musa Pacha et la sœur du sultan.

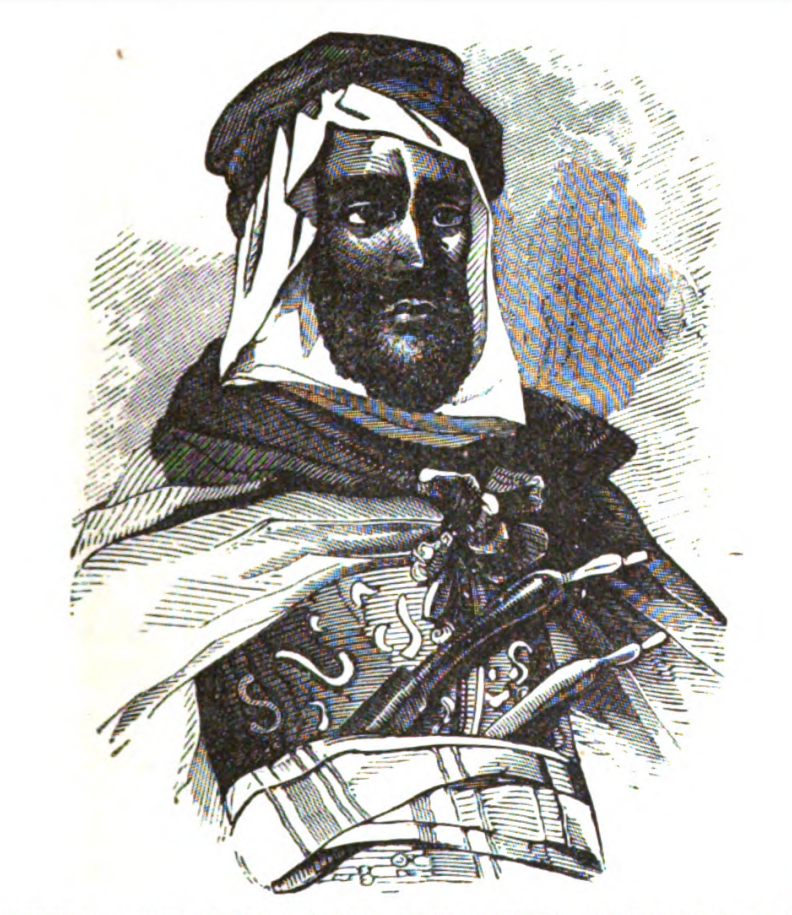
Prince Fendi Al-Fayez dans les années 1870

### XIXesiècle
En 1820, Fendi Al-Fayez a mené la bataille pour la première fois, et au milieu du siècle, il était le cheikh suprême et vénéré dans toute l'Arabie.

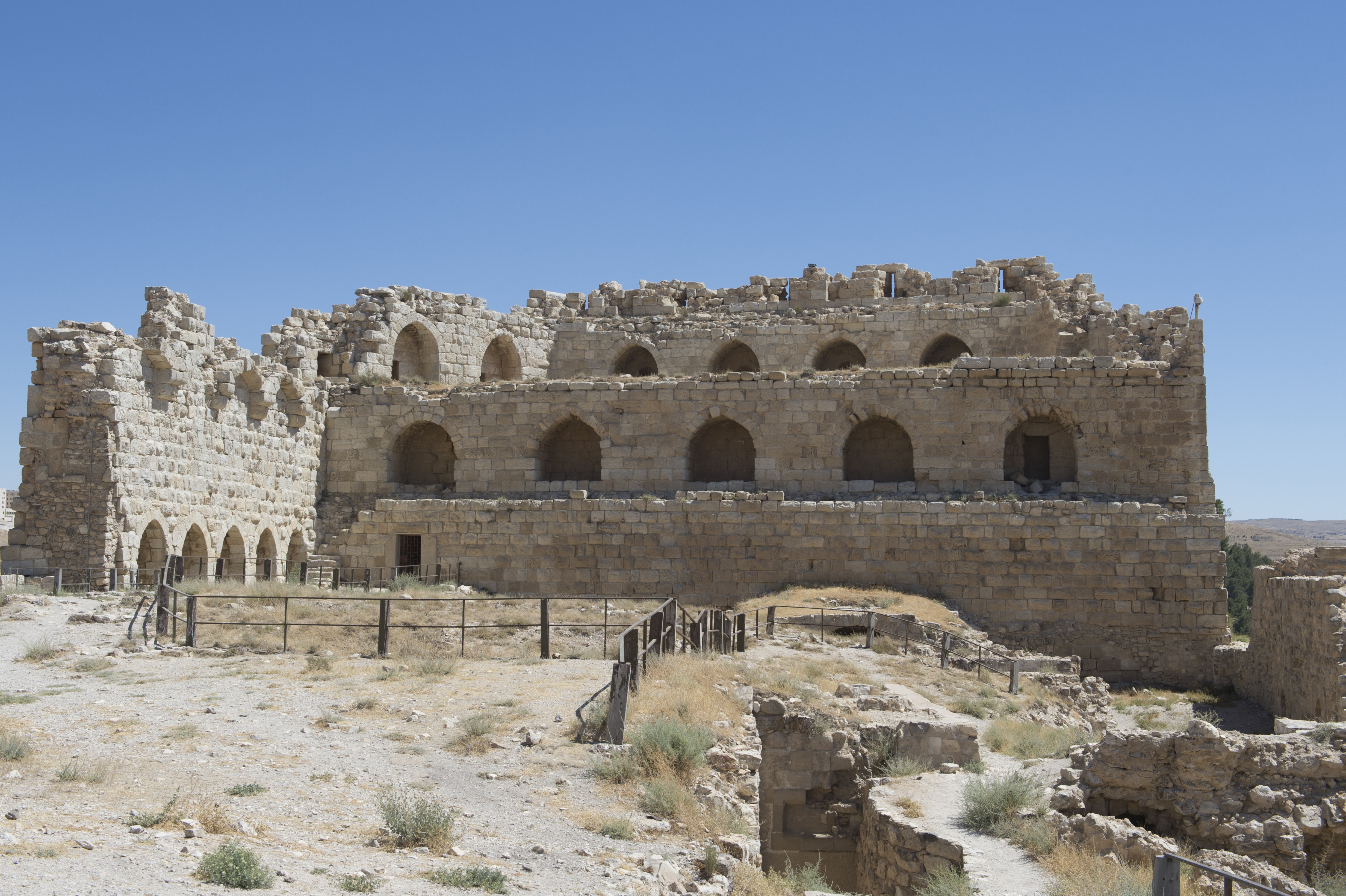
Le château de Kerak assiégé par Shleish Al Bakhit Al Fayez

L'un des conflits les plus célèbres qu'ils ont eu était contre la famille Majalli en 1863 et a été documenté par l'explorateur italien Carlo Claudio Camillo Guarmani dans son livre que Northern Nejd. Les villageois d'Al Tafilah, qui étaient soumis à Mohammad Al-Majalli, lui versant des hommages annuels, étaient mécontents de la récente négligence des Majalis dans la protection des villageois. Les villageois de Tafilah ont été rassemblés par Abdullah Al-Huara, le chef du Tafilah, et ont accepté de renoncer à la vassalité et de remplacer l'hommage par un cadeau annuel en hommage à la place. Le chef d'Al-Majalli était mécontent de cela et était prêt à forcer les Tafilah à redevenir leurs vassaux, mais a été arrêté par les Bani Sakher dirigés par Fendi, où Fendi a envoyé Shleesh Al-Bakhit Al-Fayez pour assurer le contrat entre eux où les deux parties s'entendaient pour éviter l'effusion de sang.

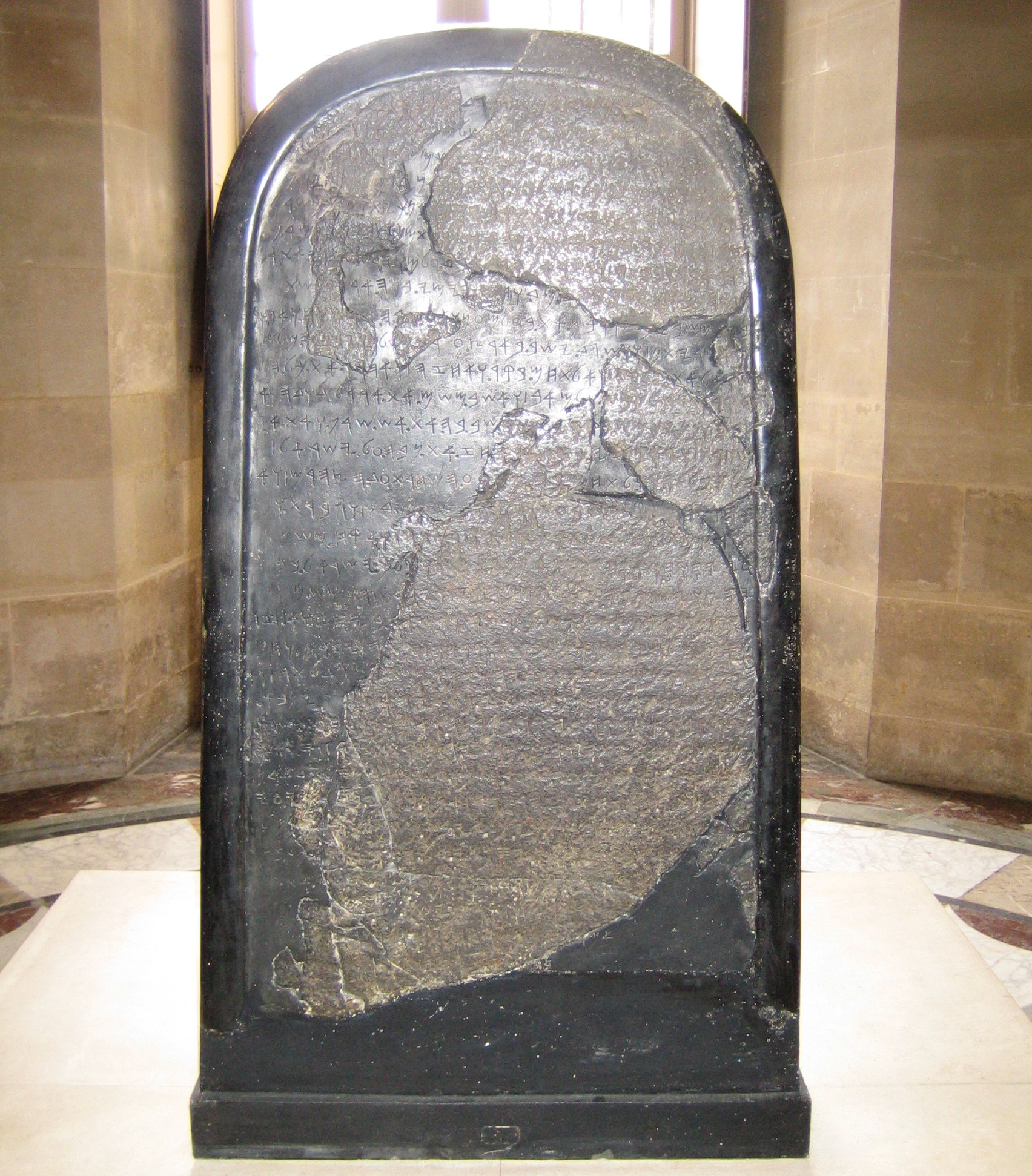
La pierre Moabite, révélée pour la première fois au monde occidental par Sattam bin Fendi

Cependant, en janvier 1864, Al-Majalli décida à nouveau d'attaquer et de s'annoncer le maître du Tafilah, et rencontra une déclaration de guerre immédiate de Fendi lui-même. Shleesh Al-Bakhit a réussi à mener une attaque contre Qoblan Al-Mkheisen qui a été nommé par Al-Majalli pour superviser le Tafilah. Peu de temps après, Fendi en a envoyé 200 qui ont rencontré une force de 2000 tirailleurs à dos de dromadaire. Cependant, pendant le long arrêt, les habitants d'Al-Kerak étaient pratiquement assiégés et manquaient rapidement de nourriture et devenaient de plus en plus mécontents, le sentant, Al-Majalli se rendit secrètement à Fendi dans la nuit pour déclarer personnellement sa reddition à lui et a accepté de payer des réparations à tous ceux qui ont été lésés dans le conflit, y compris la réintégration du fils d'Al-Huara en tant que chef d'Al-Tafilah.
En 1868, un missionnaire anglican, FA Klein, est accompagné de Sattam bin Fendi sur ordre de Fendi pour lui montrer la stèle de Mesha, jusque-là inconnue du monde occidental. La pierre a été datée de 840 av. J.-C. et décrit une guerre entre l'ancien royaume de Moab et l'ancien royaume d'Israël. Aujourd'hui, la pierre se trouve au Musée du Louvre à Paris.

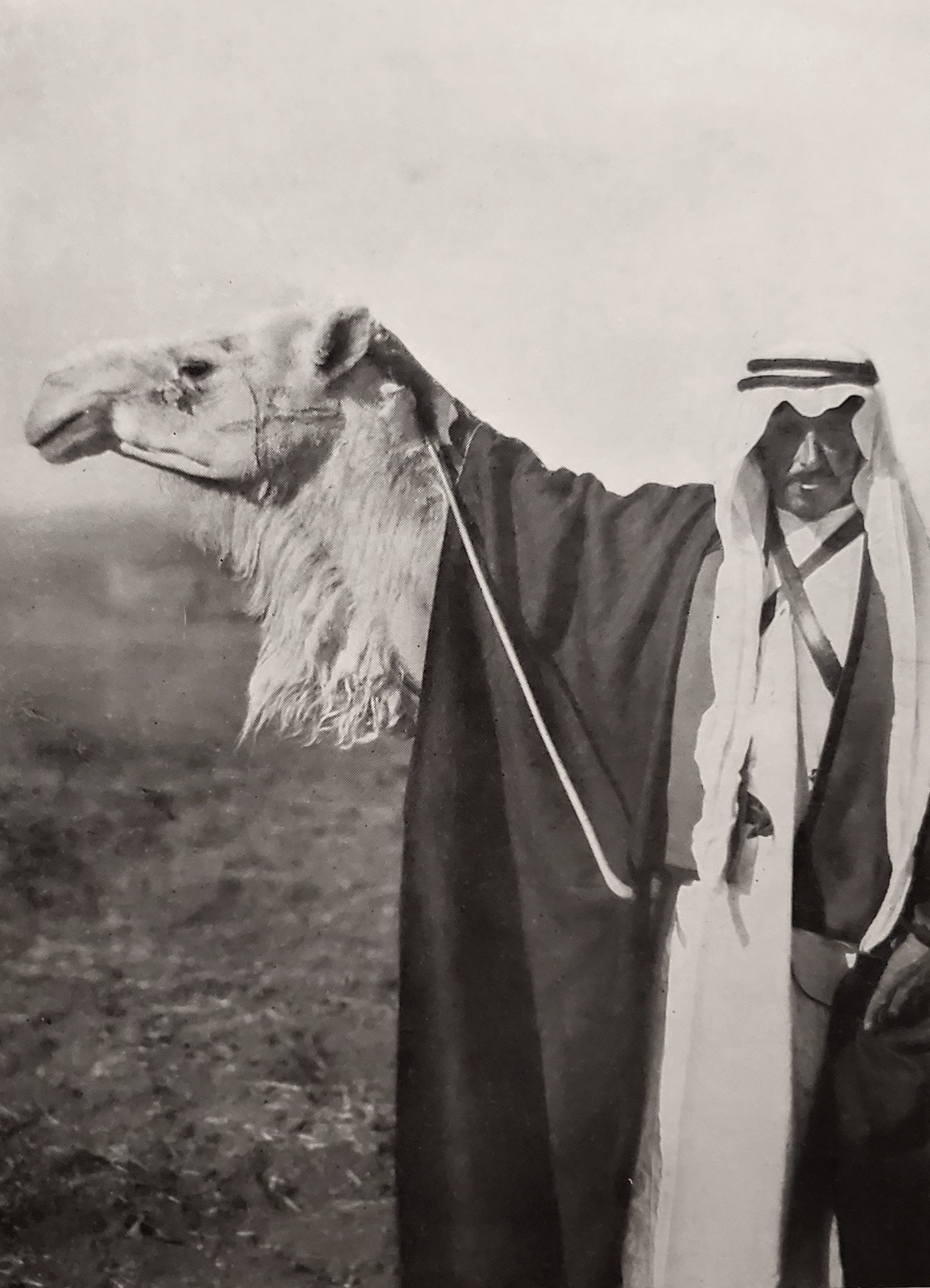
Cheikh suprême Mithqal Pacha Al-Fayez, 1925

### XXesiècle
Après la mort de Sheikh Sattam, une crise de succession s'est déroulée avec son fils, Fayez, en lice pour lui succéder. Talal, l'oncle de Sattam, a finalement été reconnu comme cheikh de Beni Sakher Sheikhs. Les Ottomans ont invité Fayez et Talal à Istanbul pour tenter de résoudre le différend. Au cours de sa visite, Talal a reçu le titre de Pacha avec un salaire mensuel. Au cours de son règne de 18 ans, Talal a entretenu des relations amicales avec les Ottomans ses dernières années avec des tensions sur la construction du chemin de fer du Hijaz qui non seulement traversait de nombreuses terres privées de la famille, mais détruisait également leurs revenus en tant que protecteurs des caravanes et fournisseurs du Hajj. de chameaux et de provisions. Talal a négocié avec les Ottomans, où ils ont accepté de continuer à payer pour les caravanes du Hajj et de payer également la tribu pour la protection du chemin de fer du Hijaz. En 1908, Talal cessa de recevoir des paiements des Ottomans et son voyage à Damas pour se plaindre coïncida avec le début de la révolution des Jeunes Turcs.

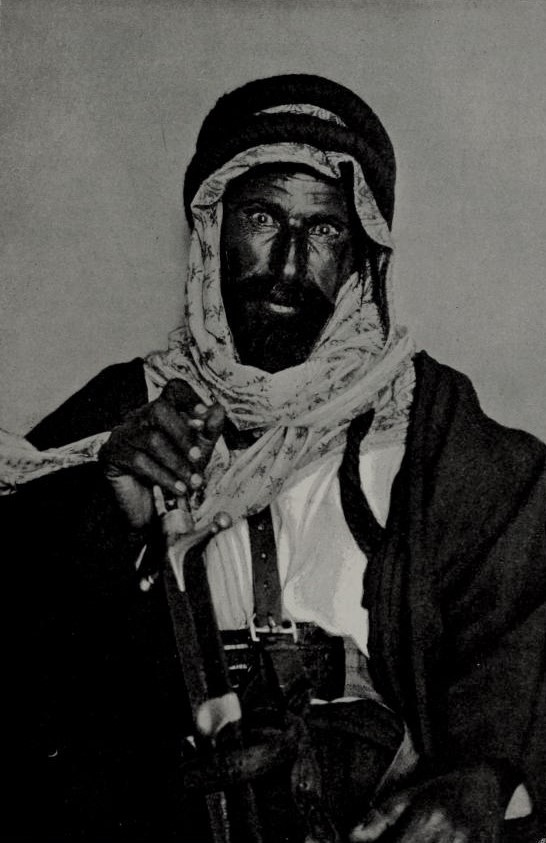
Beylerbey Talal Al-Fayez, 1907

En 1909, Talal sera remplacé par son frère aîné, Fawaz. Fawaz sera le représentant officiel de l'Empire ottoman, et il affrontera un Mithqal rebelle qui défie l'autorité ottomane sur les terres fertiles. À ce moment-là, la nouvelle administration ottomane promulguait de nouvelles lois sur la conscription qui incluaient même les membres des tribus. Mithqal a abandonné sa revendication sur la terre après des négociations pacifiques entre les deux parties et un règlement de 200 brebis à Mithqal. En 1913, Mithqal agirait en tant que bras droit et commandant militaire de Fawaz et bénéficierait d'une partie de la direction des Beni Sakher.
Après la mort de Fawaz en 1917, son fils Mashour qui avait reçu une éducation damascène succédera à son père. Mashour a été reconnu par les Ottomans comme Cheikh des Shiekhs, et Mithqal qui était plus âgé a été récompensé par les Ottomans par le titre de Pacha pour devenir le dernier vrai Pacha en Jordanie avec un titre sanctionné par le Sultan. En 1920, Mashour a été reconnu comme gouverneur de Jiza et occupera ce poste jusqu'à sa mort dans une bataille inter tribal en 1921. Mithqal qui accueillit alors Abdullah bin Hussein à Jiza, fut reconnu comme Cheikh des Cheikhs des Beni Sakher dans le nouvel Emirat de Transjordanie sans opposition.
En 1923, lors de la rébellion d'Adwan, Mithqal Al-Fayez a dirigé les Beni Sakher contre les Adwan et en plein soutien de l'émir Abdullah, le résultat étant la défaite des forces d'Adwan avec certains faits prisonniers et exilés.

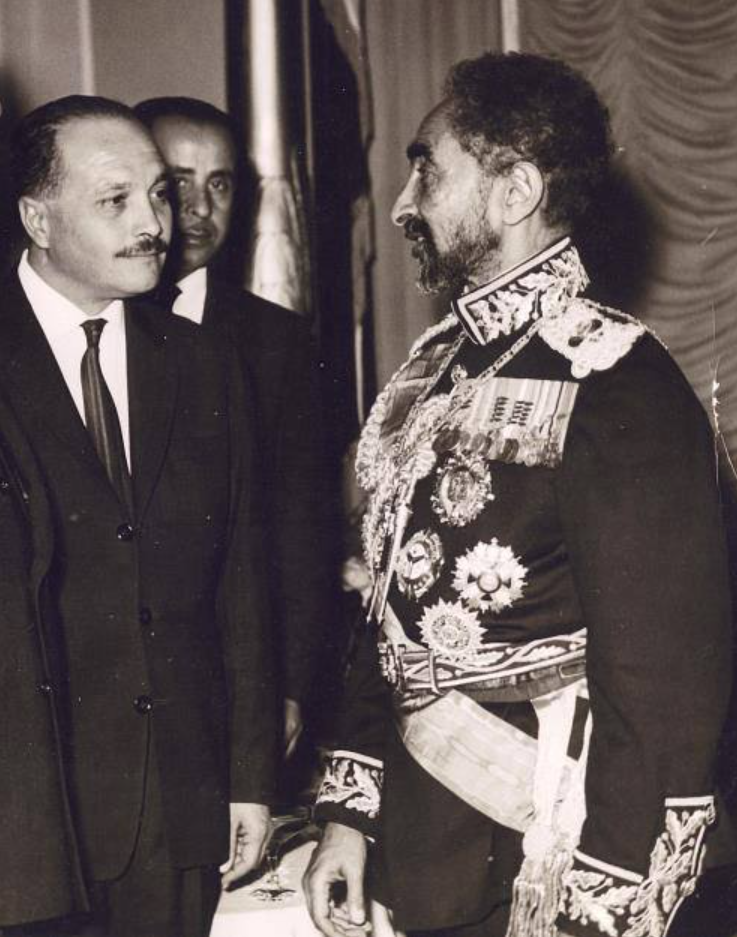
Cheikh Akef avec l'empereur Hailé Sélassié Ier d'Éthiopie, 1966

### XXIesiècle
En 2004, SE Faisal Al-Fayez est devenu Premier ministre de Jordanie.
En 2018, un membre de la famille Al-Fayez, Zaid Mohammad Sami Al-Fayez, a été attaqué en public par Emad Shawabkeh et 7 autres assaillants. Le conflit a été résolu par les chefs tribaux des deux côtés et les assaillants sont en garde à vue.
En 2020, SE Amer Trad Al-Fayez est devenu président et président d' Al Abdali.

## Chefs de maison
Les Al-Fayez sont un groupe de personnes qui vivent dans un village. Chaque famille appartient à un clan différent, et le clan du chef de maison est le clan Al-Fayez. Les Al-Fayez choisissent habituellement un chef de maison, et la manière la plus courante de choisir cette personne est de choisir le fils aîné du chef actuel. Cependant, il y a eu des exceptions à cette tradition dans le passé.
|      | Nom                | Titre(s)                                                                                                 | Depuis           | Jusqu'à          | Relation avec le prédécesseur                    |
| ---- | ------------------ | --- | ---------------- | ---------------- | ------------------------------------------------ |
| 1st  | Fayez Bin Fadel    | - Cheikh des Cheikhs                                                                                     | -                | -                | -                                                |
| 2nd  | Mouh Bin Fadel     | - Cheikh des Cheikhs                                                                                     | -                | -                | Le fils aîné de Fayez                            |
| 3rd  | I'dbeys Bin Mouh   | - Cheikh des Cheikhs                                                                                     | -                | -                | Le fils aîné de Mouh                             |
| 4th  | Qa'dan Bin Mouh    | - Cheikh des Cheikhs                                                                                     | c1740s           | c1760s           | le frère cadet d'Idbeys                          |
| 5th  | Thiab Bin Mohammad | - Cheikh des Cheikhs                                                                                     | c1760s           | c1780s           | Neveu de Qa'dan                                  |
| 6th  | Awad Bin Thiab     | - Cheikh des Cheikhs                                                                                     | c1780s           | c1823            | Le fils aîné de Thiab                            |
| 7th  | ِAbbas Al-Fayez     | - Cheikh des Cheikhs                                                                                     | c1823            | c1835            | Fils d'Awad Al-Fayez                             |
| 8th  | Fendi Al-Fayez     | - Émir - Vieux roi, - Cheikh des Cheikhs                                                                 | c1835            | 1879             | Fils d'Abbas Al-Fayez                            |
| 9th  | Satm Al-Fayez      | - Cheikh des Cheikhs                                                                                     | 1879             | May, 1881        | Fils de Fendi Al-Fayez                           |
| 10th | Sattam Al-Fayez    | - Agha - Émir d'Al-Jizah - Pasha - Cheikh des Cheikhs                                                    | September, 1881  | 1890             | Frère cadet de Satm Al-Fayez                     |
| 11th | Talal Al-Fayez     | - prince des princes - Pasha - Cheikh des Cheikhs                                                        | 1890             | 1909             | Frère de Sattam Al-Fayez                         |
| 12th | Fawaz Al-Fayez     | - Émir - Cheikh des Cheikhs                                                                              | 1909             | 1917             | Neveu de Talal Al-Fayez, fils de Sattam Al-Fayez |
| 13th | Mashour Al-Fayez   | - Cheikh des Cheikhs                                                                                     | 1917             | 30 April 1921    | Fils de Fawaz Al-Fayez                           |
| 14th | Mithqal Al-Fayez   | - Pasha - Cheikh des Cheikhs - Qadi                                                                      | 31 April 1921    | 15 April 1967    | L'oncle de Mashour, fils de Sattam Al-Fayez      |
| 15th | Akef Al-Fayez      | - Cheikh des Cheikhs - Président de la chambre des représentants - Ministre - Sénateur                   | 16 April 1967    | 8 April 1998     | Fils de Mithqal Al-Fayez                         |
| 16th | Sami Al-Fayez      | - Cheikh des Cheikhs - Sheikh - Qadi - Sénateur                                                          | 16 April 1998    | 19 November 2012 | Frère d'Akef Al-Fayez                            |
| 17th | Faisal Al-Fayez    | - Cheikh des Cheikhs - premier ministre - Président de la chambre des représentants - Président du Sénat | 20 November 2012 | cadeau           | Neveu de Sami Al-Fayez et fils d'Akef Al-Fayez   |

## Chiffres notables
XVIIe siècle:
- Fayez Bin Fadel (Progéniteur)
- Mouh Bin Fayez

XVIIIe siècle:
- Muhammad Bin Mouh Al-Fayez
- Thiab Bin Mohammad Al-Fayez (ancêtre de la branche Thiab)
- Bakhit Bin Thiab Al-Fayez (ancêtre de la branche Bakhit)
- Qa'dan Bin Mouh Al-Fayez (ancêtre de la branche Qa'dan)
- Idbeys Bin Mouh Al-Fayez
- Nimer Bin I'dbeys Al-Fayez (ancêtre de la branche Nimer)
- Mahmoud Bin I'dbeys Al-Fayez (ancêtre de la branche Mahmoud)
- Awad Thiab Al-Fayez
- Abbas Awad Al-Fayez
- Hamed Qa'dan Al-Fayez
- Kin'eaan Qa'dan Al-Fayez (ancêtre de la branche Kin'eaan)

XIXe siècle:
- HG Fendi Al-Fayez
- HG Sattam Al-Fayez (émir et chef tribal)
- HG Nawaf Fendi Al-Fayez (Emir)
- Suleiman Awad Al-Fayez (ancêtre de la branche Abu-Jneib)[15]
- Satm Fendi Al-Fayez (chef tribal)
- Sahan Fendi Al-Fayez (juge)
- Eid Suleiman Al-Fayez
- Shleish Al Bakhit Al-Fayez

XXe siècle:
- Mithqal Al Fayez (chef de tribu, homme politique, commandant combattant)[16]
- HG Talal Fendi Al-Fayez (Beylerbey et chef tribal)
- HG Fawaz Sattam Al-Fayez (émir et chef tribal)
- SE Akef Al-Fayez (chef tribal et homme politique)
- Zaid Mithqal Al-Fayez (officier supérieur au Premier ministère)
- Mashour Fawaz Al-Fayez (chef tribal)

XXIe siècle :
- SE Faisal Al-Fayez (Premier ministre, président du Sénat, président de la Chambre des représentants )
- SE Amer Al-Fayez (président d' Al-Abdali, chef du protocole royal, rang ministériel)[17]
- SE Trad Al-Fayez (Ministre de l'Agriculture, Ambassadeur, Sénateur)
- SE Eid Al-Fayez (Ministre de l'Intérieur, de l'État et du Travail)
- SE Nayef Al-Fayez (ministre du Tourisme, commissaire en chef de l'ASEZA, président d'Aqaba Development Corporation)[18]
- SE Nayef Hayel Al-Fayez (ministre de la Santé, député)
- SE Daifallah Ali Al-Fayez (Ambassadeur de Jordanie aux Pays-Bas et en Estonie)[19]
- Sami Al-Fayez (chef tribal et sénateur)
- Tayil Al-Fayez (président du club olympique jordanien)
- Mohammad Enad Al-Fayez (député)
- Alanoud Al-Fayez (ex-épouse du roi ِAbdulaziz )
- Hakem Al-Fayez (politicien)
- Thamer Al-Fayez (député)
- Hind Al-Fayez (députée)
- Habis Sami Al-Fayez (député)[20]
- Bassam Al-Fayez (député)

## Pour approfondir